# IC 1880
IC 1880 је елиптична галаксија у сазвјежђу Еридан која се налази на листи објеката дубоког неба у Индекс каталогу.
Деклинација објекта је - 9° 43' 50" а ректасцензија 3h 6m 28,4s. Привидна величина (магнитуда) објекта IC 1880 износи 13,0 а фотографска магнитуда 14,0. IC 1880 је још познат и под ознакама MCG -2-8-49, NPM1G -09.0144, PGC 11656.